# 芝加哥 (電影)
《芝加哥》（英語：Chicago）是一部於2002年上映的美國歌舞喜劇犯罪電影，由羅伯·馬歇爾執導，比爾·坎登編劇，蕾妮·齐薇格、凯瑟琳·泽塔-琼斯、李察·基爾主演。本電影改編自同名音樂劇，內容探索爵士時代期間在芝加哥的名流、醜聞和貪污腐敗為主題。《芝加哥》以薇瑪·姬利（凯瑟琳·泽塔-琼斯 飾演）和蘿西·哈特（蕾妮·齐薇格 飾演）為中心，這兩名女殺人犯在1920年代的芝加哥一起坐牢等待審判。薇瑪是雜耍演員，而蘿西是家庭主婦，她們為了免受絞刑而要爭取聲譽。
《芝加哥》在2003年獲得6項奥斯卡金像奖，包括最佳影片等，而這也是自1968年《孤雛淚》獲得此獎項後，睽違30年再度由歌舞片拿下最佳影片獎。

## 劇情
薇瑪·姬利（凯瑟琳·泽塔-琼斯 飾）是一個小有名氣的夜總會舞女。因為一怒之下槍殺了妹妹與老公而被關進大牢。比利·弗林（李察·基爾 飾）是當地一個靠打謀殺案官司而提升知名度的律師，他受理了這樁案件，心中有著自己的打算。他借助媒體炒作薇瑪的案子，一方面薇瑪瞬間成為紅人，而他自己也聲名大振。
然而蘿西·哈特（蕾妮·齐薇格 飾）的案件卻讓比利轉移了注意力。夢想成為歌星的蘿西也是因為怒殺男友而身負罪名，比利決定要把她包裝成楚楚可憐的受害者，令媒體更瘋狂的大肆報道。薇瑪覺察形勢不妙，為了成名，她跟蘿西之間的鬥法不可避免的開始了。

## 角色
| 演員                    | 角色                            |
| ----------------------- | ------------------------------- |
| 蕾妮·齐薇格             | 蘿西·哈特                       |
| 凯瑟琳·泽塔-琼斯        | 薇瑪·姬利                       |
| 李察·基爾               | 比利·弗林                       |
| 拉蒂法女皇              | Matron "Mama" Morton            |
| 约翰·C·赖利             | Amos Hart                       |
| 克莉絲汀·巴倫絲基       | Mary Sunshine                   |
| 泰·迪哥斯               | The Bandleader                  |
| 科魯姆·費奧瑞           | Harrison                        |
| 劉玉玲                  | Kitty Baxter                    |
| 多明尼克·魏斯特         | Fred Casely                     |
| 美雅                    | Mona                            |
| 珍·伊斯威特             | Mrs. Borusewicz                 |
| 琪塔·里維拉             | Nicky                           |
| 蘇珊·米斯納             | Liz                             |
| 丹妮絲·費耶             | Annie                           |
| Ekaterina Chtchelkanova | the Hunyak（Katalin Helinszki） |
| 康拉德·鄧恩             | 醫生                            |
| 黛德拉·古德溫           | June                            |

## 歌舞音樂
1. "Overture / All That Jazz" – Velma, Company
2. "Funny Honey" – Roxie
3. "When You're Good to Mama" – Mama
4. "Cell Block Tango" – Velma, Cell Block Girls
5. "All I Care About" – Billy, Chorus Girls
6. "We Both Reached for the Gun" – Billy, Roxie, Mary, Reporters
7. "Roxie" – Roxie, Chorus Boys
8. "I Can't Do It Alone" – Velma
9. "Mister Cellophane" – Amos
10. "Razzle Dazzle" – Billy, Company
11. "A Tap Dance" - Billy
12. "Class" – Velma and Mama (cut from film; included in DVD and 2005 broadcast premiere on NBC)
13. "Nowadays" – Roxie
14. "Nowadays / Hot Honey Rag" – Roxie, Velma
15. "I Move On" – Roxie and Velma (over the end credits)
16. "All That Jazz (reprise)" – Velma, Company

## 製作和開發
本片基於1975年百老匯音樂劇《芝加哥》，該音樂劇表演了936場，但沒有受到觀眾的好評，主要是由於該音樂劇表現出冷嘲熱諷的調子。《芝加哥》的電影版本成為卜·科西的下一個項目，他曾指導和編排了1975年原本的百老匯作品，並因為執導《歌廳》的電影版（1972年）而獲得一項奧斯卡金像獎。儘管他在實現他的版本前已經去世，但科西獨特的爵士樂編舞風格在整部2002年的電影版中都很明顯，並且在片尾對他表示感謝。

## 獎項
| 頒獎典禮           | 獎項         | 得獎者                                | 結果 |
| ------------------ | ------------ | ------------------------------------- | ---- |
| 第75屆奧斯卡金像獎 | 最佳影片     | 馬田·理察茲                           | 獲獎 |
| 第75屆奧斯卡金像獎 | 最佳女配角獎 | 凯瑟琳·泽塔-琼斯                      | 獲獎 |
| 第75屆奧斯卡金像獎 | 最佳剪輯     | 馬丁·華許                             | 獲獎 |
| 第75屆奧斯卡金像獎 | 最佳美術指導 | 約翰·麥爾、戈登·西姆                  | 獲獎 |
| 第75屆奧斯卡金像獎 | 最佳服裝設計 | 柯琳·艾特伍                           | 獲獎 |
| 第75屆奧斯卡金像獎 | 最佳混音     | 麥可·明克勒、多明尼克·塔維拉、大衛·李 | 獲獎 |
| 第75屆奧斯卡金像獎 | 最佳導演     | 羅伯·馬歇爾                           | 提名 |
| 第75屆奧斯卡金像獎 | 最佳女主角   | 蕾妮·齐薇格                           | 提名 |
| 第75屆奧斯卡金像獎 | 最佳男配角   | 约翰·C·赖利                           | 提名 |
| 第75屆奧斯卡金像獎 | 最佳女配角   | 拉蒂法女皇                            | 提名 |
| 第75屆奧斯卡金像獎 | 最佳攝影     | 狄恩·畢布                             | 提名 |
| 第75屆奧斯卡金像獎 | 最佳原創歌曲 | 約翰·坎德〈I Move On〉                | 提名 |
| 第75屆奧斯卡金像獎 | 最佳改編劇本 | 比爾·坎登                             | 提名 |

## 外部連結
- Yahoo奇摩電影上《芝加哥》的資料（繁體中文）
- 開眼電影網上《芝加哥》的資料（繁體中文）
- 豆瓣电影上《芝加哥》的資料 （简体中文）
- 时光网上《芝加哥》的資料（简体中文）
- AllMovie上《芝加哥》的资料（英文）
- 爛番茄上《芝加哥》的資料（英文）
- Box Office Mojo上《芝加哥》的資料（英文）
- TCM电影资料库上《芝加哥》的资料（英文）
- Metacritic上《芝加哥》的資料（英文）
- 互联网电影数据库（IMDb）上《芝加哥》的资料（英文）

| 獎項                    | 獎項                              | 獎項                  |
| ----------------------- | --------------------------------- | --------------------- |
| 上一届： 《美丽心灵》   | 奧斯卡最佳影片獎 2002年           | 下一届： 《》         |
| 上一届： 《情陷紅磨坊》 | 金球獎最佳音樂或喜剧類影片 2002年 | 下一届： 《迷失东京》 |